# Susan Roman
Susan Roman (Edmonton, 17 aprile 1957) è una doppiatrice e direttrice del doppiaggio canadese nota per aver doppiato Makoto Kino/Sailor Jupiter nel doppiaggio per DiC Entertainment di Sailor Moon.

## Doppiaggio

### Serie televisive d 'animazione
- Melissa Raccoon in I mille colori dell'allegria (1985-1986)
- Baby Orsa in Gli orsetti del cuore (1985-1988)
- Ashley in Tutti in scena con Melody(1987)
- Voci aggiuntive in Re Babar (1989-1991)
- Voci aggiuntive in Le avventure di Super Mario (1990)
- Snowy in Le avventure di Tintin (1991-1992)
- Makoto Kino /Sailor Jupiter in Sailor Moon (1992-1997)
- Vari in Insuperabili X-Men (1992-1997)
- Anna Dundee in Cadillacs e dinosauri (1993-1994)
- Voci aggiuntive in Ace Ventura (1995-2000)
- Orsettina in Franklin (1997-2006)
- Fifi in Rolie Polie Olie (1998-2004)
- Freddie in Etciù! Accipicchia, che starnuto! (1999-2003)
- Vari in I Vendicatori (serie animata) (1999-2000)
- Mamma di Joe in Time Warp Trio (2005-2006)
- Zozo Dorkovitch in Weird Years (2006-2007)
- Cookie in Miss Spider (2006-2009)
- Akira in Bakugan - Battle Brawlers (2008-2009)

### Videogiochi
- Laura in Laura's Happy Adventures (1998)
- Sindaco Amelia in Mega Man Legends (1998)
- Mega Man Trigger/Volnuttt in Mega Man Legends 2 (2000)

### Altro
- Vari in Heavy Metal (1981)
- Angel in Rock & Rule (1983)
- James in Thomas and the magic railroad (2000)
- Fortunorso in Gli orsetti del cuore - Una giornata a Giocattolandia (2004)
- Tika in Barbie principessa dell'isola perduta (2007)